# Jules de Trooz
Le baron Jules de Trooz, né le 21 février 1857 à Louvain et mort le 31 décembre 1907 à Bruxelles, est un homme d'État belge, membre du Parti catholique. Il est chef du gouvernement belge entre mai 1907 et décembre 1907.

## Biographie
Jules Henri Ghislain Marie de Trooz, né le 21 février 1857 à Louvain, est le fils de Mathieu de Trooz, d'origine verviétoise et lieutenant-colonel de cavalerie, et de Caroline du Chastel de la Howardies, fille du comte du Chastel. Il se marie 6 mai 1876 avec Hélène van Elewyck, d'origine noble.
Il fait des études philosophiques à l'Université catholique de Louvain sans y obtenir un diplôme puis s'oriente vers la politique. Il devient secrétaire de l'Association catholique de Louvain. Il est conseiller provincial de la province de Brabant de 1883 à 1889 et conseiller communal de Louvain de 1895 à 1899.
Le 26 décembre 1889, il est élu député de Louvain à la Chambre des représentants et sera réélu sans interruption jusqu'à son décès en 1907.
Le 5 août 1899, il est nommé ministre de l'Éducation et de l'Intérieur par le roi Léopold II dans le gouvernement de Smet-De Naeyer II. Il y travaille à l'amélioration de la situation des instituteurs et employés communaux et réorganise la garde civique. Comme ministre de l'Intérieur, il fait brutalement réprimer par la gendarmerie les manifestations en faveur du suffrage universel en avril 1902. Comme représentant du Parti catholique, il favorise le développement de l'enseignement libre.
Il devient Premier ministre le 2 mai 1907. Miné par de pénibles débats parlementaires (principalement sur la question de la cession du Congo par Léopold II à la Belgique) et par ses problèmes de santé, il meurt le 31 décembre de la même année à Bruxelles.
À la suite de son décès le 31 décembre 1907, il reçoit des funérailles officielles à la cathédrale Saints-Michel-et-Gudule le 6 janvier 1908 de Bruxelles et est inhumé au cimetière d'Heverlee.

## Hommages et distinctions
En décembre 1887, il obtient des lettres patentes de concession de noblesse.
En 1899, il est nommé ministre d'État en 1899 et entre au Conseil de la Couronne.
Plusieurs lieux publics ont été baptisés en son nom : l'Avenue Jules de Trooz à Woluwe-Saint-Pierre, le Square Jules de Trooz et le pont Jules de Trooz à Bruxelles-Ville et la Jules de Troozlaan (avenue Jules de Trooz) à Blankenberghe.
Il a reçu de nombreuses distinctions belges et étrangères dont :
- Chevalier de l'ordre de Pie IX (Vatican) ;
- Chevalier de l'ordre de Léopold (Belgique) ;
- Grand officier de la Légion d'honneur (France).